# Stipendium
Stipendium je peněžitá podpora pro studenty a mladé vědce. Je obvykle udělováno na základě politických nebo sociálních kritérií nebo na základě výjimečných studijních nebo tvůrčích výsledků.

## Druhy stipendií
- prospěchové stipendium
- stipendium za tvůrčí výsledky
- sociální stipendium
- zvláštní stipendium
- doktorské stipendium
- stipendium pro cizince
- stipendium do zahraničí
- ubytovací stipendium
- účelové stipendium